# 二条為道
二条 為道（にじょう ためみち、文永8年（1271年）－正安元年5月5日（1299年6月4日））は、鎌倉時代後期の公家・歌人。二条為世の長男。母は賀茂氏久の娘。子に二条為親・為定・藤子。「為通」とも表記される。

## 略歴
正四位下左近衛権中将まで昇進し、二条流（御子左家）歌道の嫡流として将来を期待されたが、正安元年5月5日（一説には2日）に29歳の若さで急逝した。
『新後撰和歌集』などの勅撰和歌集に合計69首が採録されている。また、『宴曲抄』に所収されている「名取河恋」の作者に比定する説がある。
娘の藤子（大納言局・中宮宣旨）は後醍醐天皇の寵愛を受けて懐良親王を生んだ。

## 系譜
- 父：二条為世（1250-1338）
- 母：賀茂氏久の娘
- 正室：飛鳥井経子 - 飛鳥井雅有娘
  - 男子：二条為定（1293?-1360）
  - 女子：二条藤子?（?-1351） - 後醍醐天皇側室
- 生母不明の子女
  - 男子：二条為親
  - 男子：良聖（延暦寺。僧正。法印。号猪熊）
  - 女子：三条公秀室
  - 女子：二条関白女房、大納言局
  - 女子：土御門雅長室 - 土御門顕実母